# West Stockbridge (Massachusetts)
West Stockbridge es un pueblo ubicado en el condado de Berkshire en el estado estadounidense de Massachusetts. En el Censo de 2010 tenía una población de 1.306 habitantes y una densidad poblacional de 26,99 personas por km².

## Geografía
West Stockbridge se encuentra ubicado en las coordenadas 42°18′44″N 73°23′16″O / 42.31222, -73.38778. Según la Oficina del Censo de los Estados Unidos, West Stockbridge tiene una superficie total de 48.39 km², de la cual 47.8 km² corresponden a tierra firme y (1.23%) 0.6 km² es agua.

## Demografía
Según el censo de 2010, había 1.306 personas residiendo en West Stockbridge. La densidad de población era de 26,99 hab./km². De los 1.306 habitantes, West Stockbridge estaba compuesto por el 96.02% blancos, el 1.15% eran afroamericanos, el 0% eran amerindios, el 1.38% eran asiáticos, el 0% eran isleños del Pacífico, el 0.38% eran de otras razas y el 1.07% pertenecían a dos o más razas. Del total de la población el 0.92% eran hispanos o latinos de cualquier raza.